# Port lotniczy Pailin
Port lotniczy Pailin (IATA: PAI) – port lotniczy położony w Pailin, w Kambodży. Obsługuje głównie loty czarterowe.